# پیل‌پایی
پیل‌پایی (به انگلیسی: Elephantiasis) یا فیلاریاز لنفاوی (به انگلیسی: Lymphatic filariasis) یک بیماری است که با ضخیم شدن پوست و بافت‌های زیر آن، به‌ویژه در پاها و اندام جنسی مردانه ظاهر می‌شود. این بیماری اغلب توسط یک نوع کرم انگلی به نام فیلاریازیز و همچنین پادوکونیوزیز ایجاد می‌شود. در اکثر موارد این بیماری بدون علایم است. اما در برخی موارد تورم شدیدی در دست‌ها، پاها و اندام‌های تناسلی مشاهده می‌شود. پوست بیمار نیز ضخیم و دردناک می‌شود. عموماً تغییرات ناشی از این بیماری می‌تواند باعث ایجاد مشکلات اجتماعی و اقتصادی برای بیمار شود.
کرم‌ها در اثر نیش پشه آلوده به بدن منتقل می‌شوند. این آلودگی‌ها معمولاً در سنین کودکی آغاز می‌شوند. در کل سه نوع کرم باعث بروز این بیماری می‌شود: ووشرریا بانکروفتی، بروگیا مالایی و بروگیا تیموری. ووشرریا بانکروفتی شایع‌ترین نوع این کرم‌هاست. این کرم‌ها به دستگاه لنفاوی آسیب وارد می‌کنند. تشخیص این بیماری با مشاهده خون نمونه‌گیری شده در طول شب در زیر میکروسکوپ صورت می‌گیرد. نمونه خون باید به صورت اسمیر خون (گسترش خونی) آغشته به رنگ گیمسا باشد. ممکن است آزمایش خون جهت تشخیص آنتی‌بادی‌های بیماری نیز لازم باشد.
روش پیشگیری از طریق درمان سالیانه با هدف ریشه‌کن کردن کامل بیماری در بین تمامی گروه‌هایی صورت می‌گیرد که بیماری در بین آنها شیوع پیدا کرده است. این امر چیزی حدود شش سال زمان می‌برد. داروهای مورد استفاده در این بیماری شامل آلبندازول حاوی ایفرمکتین یا آلبندازول حاوی دی اتیل کاربامازین است. این داروها باعث مرگ کرم‌ها در بدن افراد بالغ نمی‌شوند، بلکه تا زمان مرگ طبیعیِ کرم‌ها مانع از پیشرفت بیشتر بیماری خواهند شد.  اقدام‌های لازم جهت محافظت از نیش پشه شامل کاستن از تعداد پشه‌ها و استفاده از پشه‌بند نیز توصیه می‌شود.
بیش از ۱۲۰ میلیون نفر در جهان مبتلا به فیلاریاز لنفاوی هستند. حدود ۱٫۴ میلیارد نفر در ۷۳ کشور از جهان در معرض خطر ابتلاء به این بیماری قرار دارند. آسیا و آفریقا مناطقی هستند که این بیماری در آنها بیشترین شیوع را دارد. این بیماری سالیانه منجر به اتلاف میلیاردها دلار سرمایه اقتصادی می‌شود.

## نگارخانه

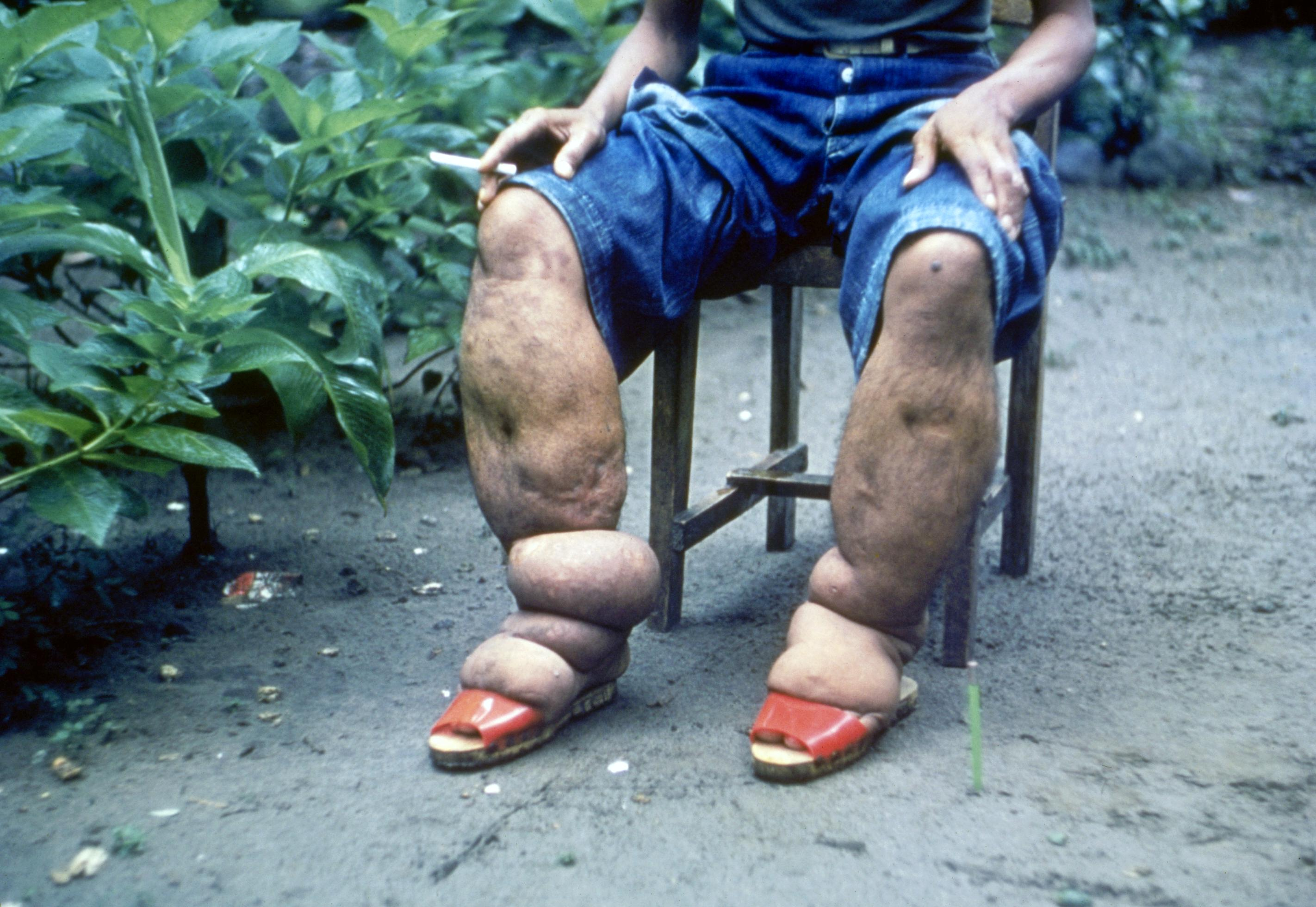